# Vela nos Jogos Olímpicos de Verão de 1900 - 10 – 20 t
As provas da classe 10 – 20 t da vela nos Jogos Olímpicos de Verão de 1900 ocorreram entre 1 e 6 de agosto daquele ano em Le Havre. Sete competidores estão documentados.

## Calendário
| ● | competição de Meulan | ● | competição de Le Havre |

| 1900                      | Maio   | Maio   | Maio   | Maio   | Maio   | Maio   | Maio   | Maio   | Agosto | Agosto | Agosto | Agosto | Agosto | Agosto |
| 1900                      | 20 Dom | 21 Seg | 22 Ter | 23 Qua | 24 Qui | 25 Sex | 26 Sáb | 27 Qui | 1 Sex  | 2 Sáb  | 3 Dom  | 4 Seg  | 5 Ter  | 6 Qua  |
| ------------------------- | ------ | ------ | ------ | ------ | ------ | ------ | ------ | ------ | ------ | ------ | ------ | ------ | ------ | ------ |
| 10 a 20 toneladas         |        |        |        |        |        |        |        |        | ●      |        |        |        | ●      | ●      |
| Total de medalhas de ouro |        |        |        |        |        |        |        |        |        |        |        |        |        | 1      |

## Configuração do curso
Para esta classe, foi usado o percurso de 41 quilômetros (22 milhas náuticas) na área do percurso de Meulan.

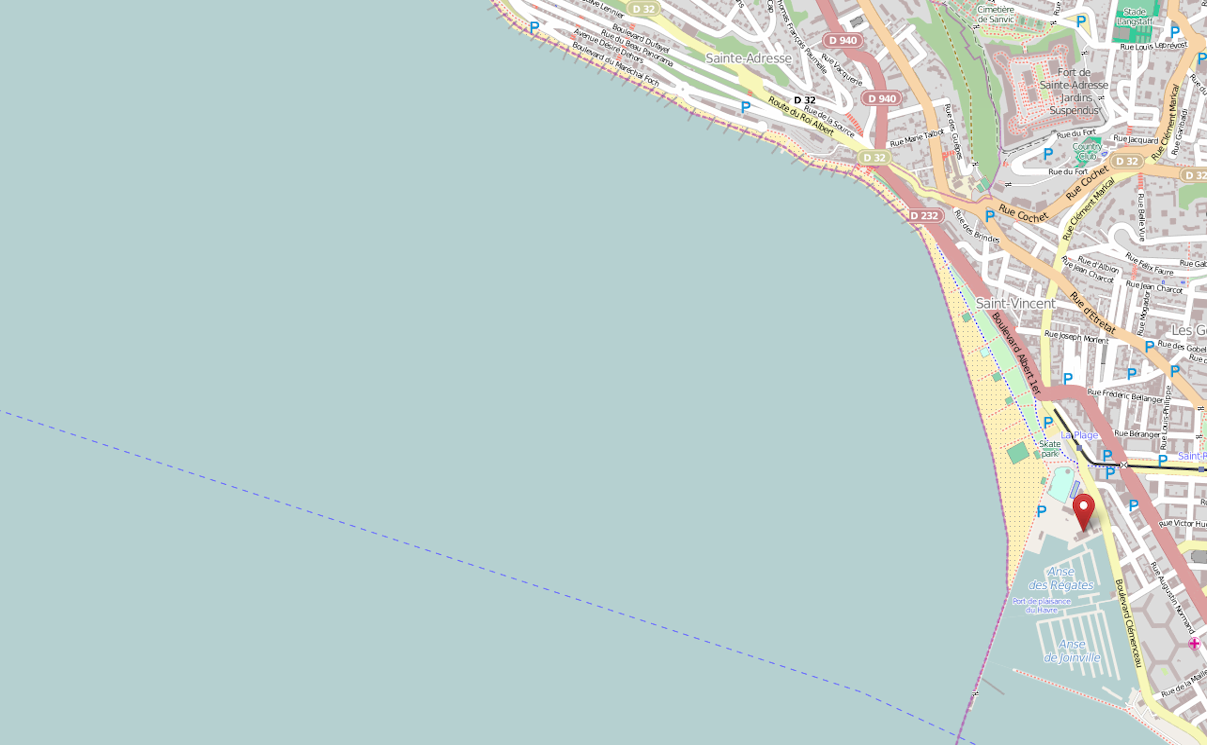
Área do curso

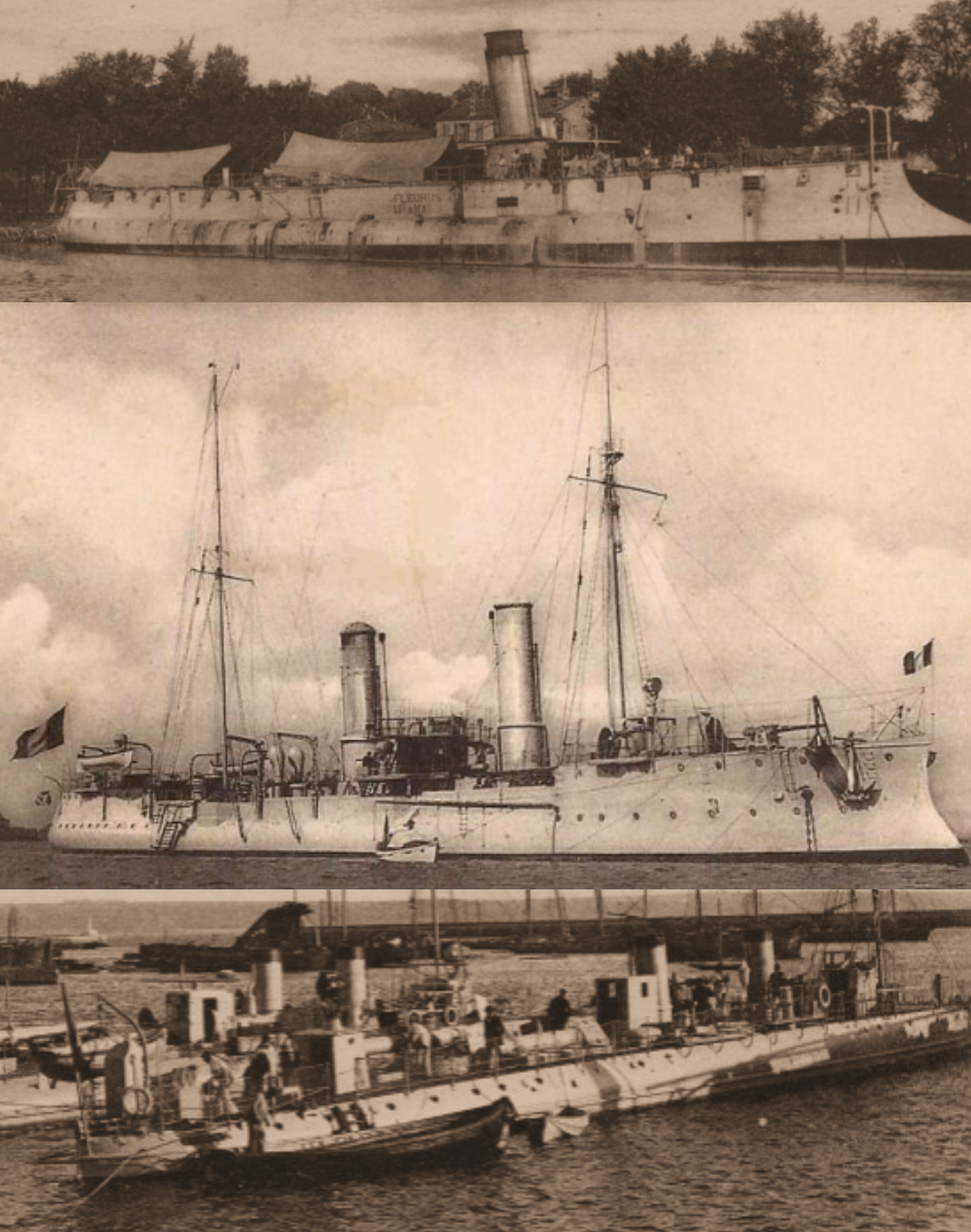
Esses três contratorpedeiros franceses estiveram presentes durante a navegação dos na costa de Le Havre.

As corridas atraíram um número considerável de espectadores e iates para assistir às corridas em Le Havre. O porto estava cheio de navios de diferentes tonelagens. Na costa, os contratorpedeiros Fleurus, Cassini e Mangini estavam presentes. A maioria dos membros do júri internacional acompanhou as regatas a bordo do Almee, iate de Henri Menier.

## Medalhistas
A dupla francesa Émile Billard e Paul Perquer consagrou-se campeã olímpica. O duque Jean Decazes, também da França, ficou com a medalha de prata. Por fim, o britânico Edward Hore conquistou a medalha de bronze.
|  | FRA França                 |  | FRA França   |  | GBR Grã-Bretanha |
|  | Émile Billard Paul Perquer |  | Jean Decazes |  | Edward Hore      |

## Resultados
Estes foram os resultados da competição:

### Corrida 1
| Pos. | Embarcação | Tripulantes                | CON         | Tempo      | Handicap | Total      |    |
| ---- | ---------- | -------------------------- | ----------- | ---------- | -------- | ---------- | -- |
| 1    | Estérel    | Émile Billard Paul Perquer | França      | 3h 18' 28" | 58' 44"  | 4h 17' 12" | 10 |
| 2    | Quand-même | Jean Decazes               | França      | 3h 19' 17" | 59' 29"  | 4h 18' 46" | 9  |
| 3    | Laurea     | Edward Hore                | Reino Unido | 3h 21' 34" | 58' 44"  | 4h 20' 18" | 8  |
| 4    | Luna       | desconhecido               | França      | 3h 23' 41" | 57' 56"  | 4h 21' 37" | 7  |
| 5    | Nan        | S. M. Mellor               | Reino Unido | 3h 30' 34" | 55' 14"  | 4h 25' 48" | 6  |
| —    | Rozenn     | Cronier                    | França      | DQ         | DQ       | DQ         | 4  |

### Corrida 2
| Pos. | Embarcação | Tripulantes                | CON         | Tempo      | Handicap | Total      |    |
| ---- | ---------- | -------------------------- | ----------- | ---------- | -------- | ---------- | -- |
| 1    | Laurea     | Edward Hore                | Reino Unido | 2h 43' 05" | 58' 44"  | 3h 41' 49" | 10 |
| 2    | Estérel    | Émile Billard Paul Perquer | França      | 2h 44' 37" | 58' 44"  | 3h 43' 21" | 9  |
| 3    | Quand-même | Jean Decazes               | França      | 2h 46' 42" | 59' 29"  | 3h 46' 11" | 8  |
| 4    | Rozenn     | Cronier                    | França      | 2h 47' 58" | 59' 29"  | 3h 47' 27" | 7  |
| 5    | Nan        | S. M. Mellor               | Reino Unido | 2h 58' 53" | 55' 14"  | 3h 53' 17" | 6  |
| 6    | Luna       | desconhecido               | França      | 3h 04' 47" | 57' 56"  | 4h 02' 43" | 5  |

### Corrida 3
| Pos. | Embarcação | Tripulantes                | CON         | Tempo      | Handicap | Total      |    |
| ---- | ---------- | -------------------------- | ----------- | ---------- | -------- | ---------- | -- |
| 1    | Estérel    | Émile Billard Paul Perquer | França      | 2h 23' 52" | 58' 44"  | 3h 22' 36" | 10 |
| 2    | Rozenn     | Cronier                    | França      | 2h 27' 30" | 59' 29"  | 3h 26' 59" | 9  |
| 3    | Quand-même | Jean Decazes               | França      | 2h 28' 40" | 59' 29"  | 3h 28' 09" | 8  |
| 4    | Nan        | S. M. Mellor               | Reino Unido | 2h 40' 48" | 55' 14"  | 3h 36' 02" | 7  |
| 5    | Luna       | desconhecido               | França      | 2h 38' 15" | 57' 56"  | 3h 36' 12" | 6  |
| 6    | Laurea     | Edward Hore                | Reino Unido | DNF        | DNF      | DNF        | 5  |

### Classificação final
| Pos.              | Embarcação | Tripulantes              | CON         | Corrida 1 | Corrida 2 | Corrida 3 | Total |
| ----------------- | ---------- | ------------------------ | ----------- | --------- | --------- | --------- | ----- |
| Medalha de ouro   | Estérel    | Émile Billard P. Perquer | França      | 10        | 9         | 10        | 29    |
| Medalha de prata  | Quand-même | Jean Decazes             | França      | 9         | 8         | 8         | 25    |
| Medalha de bronze | Laurea     | Edward Hore              | Reino Unido | 8         | 10        | 5         | 23    |
| 4                 | Rozenn     | Cronier                  | França      | 4         | 7         | 9         | 20    |
| 5                 | Nan        | S. M. Mellor             | Reino Unido | 6         | 6         | 7         | 19    |
| 6                 | Luna       | desconhecido             | França      | 7         | 5         | 6         | 18    |